# Kevin Gissi
Kevin Gissi (Ginevra, 10 settembre 1992) è un calciatore svizzero di origini argentine, attaccante della Juv. Unida (SM).

## Biografia
È il fratello di Dylan, a sua volta calciatore.

## Carriera
Ha militato in squadre svizzere, uruguaiane, spagnole e argentine. 
Nel settembre 2018 viene ingaggiato dal Cuneo, in Serie C, contribuendo con 3 reti in 25 partite alla salvezza dei piemontesi. A fine stagione, a causa delle difficoltà economiche del Cuneo, torna in Argentina con il Deportivo Morón, militante in seconda divisione.
Dopo due brevi passaggi nell'Estudiantes Rio Cuarto e negli ecuadoriani del Téc. Universitario, nell'agosto 2021 fa ritorno nella Serie C italiana con il Piacenza, dove ritrova Cristiano Scazzola che lo aveva già allenato nel Cuneo. Dopo una prima parte di stagione in cui è poco utilizzato, nel gennaio 2022 scende in Serie D con il Prato. Nel settembre 2022 si trasferisce al Manfredonia, in Eccellenza pugliese.